# Mihoveni
Mihoveni – wieś w Rumunii, w okręgu Suczawa, w gminie Șcheia. W 2011 roku liczyła 2134 mieszkańców. 